# Jeong Su-yeong
 (février 2019).
Si vous disposez d'ouvrages ou d'articles de référence ou si vous connaissez des sites web de qualité traitant du thème abordé ici, merci de compléter l'article en donnant les références utiles à sa vérifiabilité et en les liant à la section « Notes et références ».
Dans ce nom coréen, le nom de famille, Jeong, précède le nom personnel.
Jeong Su-yeong, également connue sous le nom de Jung Soo-Young, est une actrice sud-coréenne née en 1982.

## Filmographie

### Cinéma
| Année | Film                   | Titre Original   | Nom du Rôle         | Rôle       |
| ----- | ---------------------- | ---------------- | ------------------- | ---------- |
| 2004  | Low Life               | 하류인생         |                     | Secondaire |
| 2009  | Fortune Salon          | 청담보살         | La femme aux larmes | Caméo      |
| 2010  | Harmony                | 하모니           | Ji Hwa Ja           | Secondaire |
| 2012  | Whatcha Wearin'?       | 나의 P.S. 파트너 | Jin Joo             | Secondaire |
| 2013  | The Five               | 더 파이브        | la femme de Dae Ho  | Secondaire |
| 2015  | Love Guide For Dumpees | 극적인 하룻밤    | le professeur Kim   | Secondaire |
| 2017  | My Last Love           | 내게 남은 사랑을 | Kim Soon Seung      | Secondaire |

### Séries télévisées
| Année(s)  | Saison de début | Série                              | Titre Original                               | Titre Alternatif(s)    | Nom du Rôle                                     | Rôle       | Chaîne     |
| --------- | --------------- | ---------------------------------- | -------------------------------------------- | ---------------------- | ----------------------------------------------- | ---------- | ---------- |
| 2006      | Automne         | Couple or Trouble                  | 환상의 커플                                  | Couple of Fantasy      | Kang Ja                                         | Secondaire | MBC        |
| 2007      | Printemps       | War of Money                       | 쩐의전쟁                                     | Money's Warfare        | Kim Hyun Jung                                   | Secondaire | SBS        |
| 2007-2008 | Été             | Kimchi Cheese Smile                | 김치 치즈 스마일                             | NC                     | Jung Soo Young                                  | Secondaire | MBC        |
| 2008      | Printemps       | Four Colors of Love                | 살아가는 동안 후회할 줄 알면서 저지르는 일들 | NC                     |                                                 | Secondaire | KBS 2      |
| 2008      | Été             | Korean Ghost Stories               | 전설의고향                                   | Hometown Legends       | Yun (Histoire 8)                                | Secondaire | KBS 2      |
| 2009      | Hiver           | The Road Home                      | 집으로 가는 길                               | On the Way Home        | Kim Min Kyung                                   | Secondaire | KBS 1      |
| 2009      | Hiver           | My Wife is a Superwoman            | 내조의 여왕                                  | Queen of Housewives    | Ji Hwa Ja                                       | Secondaire | MBC        |
| 2009      | Printemps       | The City Hall                      | 시티홀                                       | City Hall              | Jeong Bu Mi                                     | Secondaire | SBS        |
| 2009-2010 | Automne         | Hero                               | 히어로                                       | NC                     | Na Ga Yeon                                      | Secondaire | MBC        |
| 2010      | Hiver           | The Great Merchant                 | 거상 김만덕                                  | Merchant Kim Man Deok  | Kim Seo Joo                                     | Secondaire | KBS 1      |
| 2010      | Printemps       | Coffee House                       | 커피하우스                                   | NC                     | Oh Hyeon Ju                                     | Secondaire | SBS        |
| 2010      | Printemps       | All About Marriage                 | 결혼해주세요                                 | Please Marry Me        | Park Ae Ran                                     | Secondaire | KBS 2      |
| 2011      | Hiver           | The Woman Who Still Wants to Marry | 아직도 결혼하고 싶은 여자                    | Still, Marry Me        | collègue de Sang Woo                            | Secondaire | MBC        |
| 2011      | Automne         | Sorry I'm Late                     | 늦어서 미안해                                | NC                     | Eun Joo                                         | Secondaire | KBS 2      |
| 2011      | Automne         | Me Too, Flower!                    | 나도, 꽃!                                    | NC                     | Une femme saoule                                | Caméo      | MBC        |
| 2012      | Printemps       | An Angel's Choice                  | 천사의 선택                                  | NC                     | Kang Yoo Mi                                     | Secondaire | MBC        |
| 2012      | Printemps       | Big                                | 빅                                           | NC                     | Une femme shaman                                | Caméo      | KBS 2      |
| 2012      | Été             | Arang and the Magistrate           | 아랑사또전                                   | Arang Magistrate Story | Ah Nak (ep 1)                                   | Caméo      | MBC        |
| 2012-2013 | Automne         | Jeon Woo Chi                       | 전우치                                       | Woo Chi                | Eul Yi                                          | Secondaire | KBS 2      |
| 2013      | Printemps       | Heartless City                     | 무정도시                                     | Cruel City             | Procureur Oh Jeong Yeon                         | Secondaire | JTBC       |
| 2013      | Été             | Puberty Medley                     | 사춘기 메들리                                | Medley of Youth        | professeur titulaire                            | Secondaire | KBS 2      |
| 2013      | Été             | Yeon Woo's Summer                  | 연우의 여름                                  | NC                     | Lee Ji Young                                    | Secondaire | KBS 2      |
| 2013      | Été             | Secret Love                        | 비밀                                         | Secret                 | Dan Bal                                         | Secondaire | KBS 2      |
| 2013      | Automne         | The Devil Rider                    | 마귀                                         |                        | Ma Poo Daek                                     | Secondaire | KBS 2      |
| 2013      | Automne         | Witch                              | 드라마 스페셜 - 마귀                         | NC                     | Une femme de Mapo                               | Secondaire | KBS 2      |
| 2013      | Automne         | The Sleeping Witch                 | 드라마 페스티벌 - 잠자는 숲속의 마녀         |                        | Hwa Jeong                                       | Secondaire | MBC        |
| 2013-2014 | Automne         | Let's Eat                          | 식샤를 합시다                                | NC                     | Park Gyeong Mi                                  | Secondaire | tVN        |
| 2014      | Hiver           | Can We Fall in Love, Again?        | 우리가 사랑할 수 있을까                      | Can We Love ?          | Mun Eun Ju                                      | Secondaire | JTBC       |
| 2014      | Été             | Mama                               | 마마 - 세상 무서울 게 없는                   | Mama - Nothing to Fear | Jin Hyo Jeong                                   | Secondaire | MBC        |
| 2014      | Été             | Discovery of Love                  | 연애의 발견                                  | Finding True Love      | Jang Gi Eun                                     | Secondaire | KBS 2      |
| 2014      | Été             | Flirty Boy and Girl                | 썸남썸녀                                     | NC                     | Grand Sœur                                      | Caméo      | Daum tvPot |
| 2014      | Automne         | Misaeng                            | 아직 살아 있지 못한 자                       | Incomplete Life        | Employée du quartier général                    | Caméo      | tVN        |
| 2015      | Printemps       | Divorce Lawyer in Love             | 이혼변호사는 연애중                          | NC                     | Lee Hong Yeon (ep 2 et 3)                       | Caméo      | SBS        |
| 2015      | Printemps       | Who are You: School 2015           | 후아유 - 학교 2015                           | NC                     | Ahn Ju Rin, professeur d'anglais                | Secondaire | KBS 2      |
| 2015      | Été             | Mrs. Cop                           | 미세스 캅                                    | NC                     | Hong Ban Jang                                   | Secondaire | SBS        |
| 2015      | Été             | Second 20s                         | 두번째 스무살                                | Twenty Again           | Ra Yun Yeong                                    | Secondaire | tVN        |
| 2015      | Automne         | The Village: Achiara's Secret      | 마을-아치아라의 비밀                         | The Village            | Cha Min Ju                                      | Secondaire | SBS        |
| 2016      | Hiver           | My Little Baby                     | 마이 리틀 베이비                             | NC                     | Jo Ji Yeong                                     | Secondaire | MBC        |
| 2016      | Printemps       | Start Again                        | 다시 시작해                                  | I Am Young Ja          | Na Young Jin                                    | Secondaire | MBC        |
| 2016      | Été             | Second To Last Love                | 끝에서 두번째 사랑                           | Second Love            | Go Sang Hee                                     | Secondaire | SBS        |
| 2017      | Hiver           | Ms. Perfect                        | 완벽한 아내                                  | Perfect Wife           | Kim Won Jae                                     | Secondaire | KBS 2      |
| 2017      | Printemps       | Fight for My Way                   | 쌈 마이웨이                                  |                        | Young Sook                                      | Caméo      | KBS 2      |
| 2017-2018 | Automne         | Jugglers                           | 저글러스                                     | Jugglers: Secretaries  | Mun Sun Yeong                                   | Secondaire | KBS 2      |
| 2018      | Hiver           | Welcome to Waikiki                 | 으라차차 와이키키                            | Laughter in Waikiki    | Vendeuse dans un magasin de puériculture (ep 1) | Caméo      | JTBC       |
| 2018      | Hiver           | Mysterious Personal Shopper        | 인형의 집                                    | Doll's House           | Hong Seon Hee                                   | Secondaire | KBS 2      |
| 2018      | Hiver           | My Husband Oh Jak Doo              | 데릴남편 오작두                              | Derel Husband Odo      | Park Gyeong Suk                                 | Secondaire | MBC        |
| 2018      | Printemps       | What's Wrong With Secretary Kim    | 김비서가 왜 그럴까                           | Why Secretary Kim ?    | Personnel de l'agence (ep 9)                    | Caméo      | tVN        |
| 2018-2019 | Automne         | Fates & Furies                     | 운명과 분노                                  | Fate and Wrath         | Gang Seon Yeong                                 | Secondaire | SBS        |
| 2019      | Printemps       | My Fellow Citizens                 | 국민 여러분                                  |                        |                                                 | Secondaire | KBS 2      |